# Splitcane
Splitcane-spön är en typ av fiskespön som tillverkas som hantverk genom att man på längden klyver bamburör (split-cane) och hyvlar till delarna till på längden avsmalnande trekantsprofiler, som sedan limmas samman till en vanligen 6-kantig taperad (avsmalnande) klinga. 4-, 5- eller 7-kantigt tillverkade klingor förekommer också. Oftast används bambu från Tonkinprovinsen (Guangdongprovinsen) i Kina.
Klingan förses med pålindade spöringar och lackas. Vanligen byggs ett splitcanespö med två eller tre för på längden passande mot toppen avsmalnade klingor, som förses med en respektive två skarvholkar av metall . Spöänden förses med handtag och fäste för rulle till färdigt fiskespö. Vissa splitcane-spön har klingor utförda utan holkar, med snedfasade (spliced) skarvändar passande varandra för att kunna lindas eller tejpas ihop, för minskad vikt och till en jämnare spöböjningskurva. Enstaka splitcane-spön, om ca 9 fot (ca 2,7 m), har även gjorts i en hel längd för stationärt bruk vid hemmavatten.

## Historik
De första klingorna med limmade bambuprofiler till användning som fiskespön byggdes i England vid mitten av 1800-talet, snart därefter också i Amerika. Splitcane-spön konkurrerade länge då med samtida ofta billigare maskintillverkade rundsvarvade taperade spön av massivt trä av några olika träslag. Många föredrog länge dessa träspön, som fanns på marknaden ända fram till in på 1920-talet. De kunde dock vara lättare att få toppbrott med under kast, i jämförelse med samtida splitcane-spön. En del försågs därför med en toppdel av hållbarare splitcane.
Fiskespön av splitcane blev under 1940–1960-talen till stor del utkonkurrerat med billigare spön av spömaterial som glasfiber och senare på 1990- och 2000-talen kolfiber i de maskintillverkade klingorna. Detta till trots föredrar många flugfiskare att kasta och fiska med goda flugspön av splitcane framför dessa "modernare" material på grund av sina unika bambuegenskaper och skönare känsla vid kastet, med en ofta följande uppskattad retronostalgi.
Flera flugfiskare i Sverige bygger därför fortfarande nya splitcane-spön själva för eget intresse, vissa för spön till salu.